# Возвращение в Брайдсхед
«Возвращение в Брайдсхед» (англ. Brideshead Revisited) — роман английского писателя Ивлина Во. Написан в 1944 году и опубликован год спустя.
В романе тонко прописаны характеры уходящей эпохи процветания английской аристократии.
По версии издательства Modern Library, «Возвращение в Брайдсхед» входит в сотню лучших англоязычных романов XX века. Книга также занимает 45-ю строчку в списке 200 лучших романов по версии Би-би-си.

## Сюжет
Главный герой романа молодой художник Чарльз Райдер знакомится во время обучения в Оксфорде с Себастьяном Флайтом — представителем старинной фамилии аристократов-католиков. После своего приезда в Брайдсхед (родовое поместье Флайтов) Чарльз попадает в водоворот богемной жизни, и на протяжении следующих лет его судьба неразрывно связана с этой семьей.

## Критики о романе
«Написанный от первого лица, роман „Возвращение в Брайдсхед“ является, пожалуй, самым лирическим и исповедально открытым произведением Ивлина Во, наделившего своего рассказчика, Чарльза Райдера, многими автобиографическими чертами: подарившего ему свои лучшие оксфордские воспоминания, страсть к рисованию, любовь к старинной архитектуре и патриархальному укладу загородных поместий, презрение к самодовольной пошлости нуворишей (здесь этот тип представлен в образе напористого и беспринципного дельца Рекса Моттрема). В романе по-прежнему ослепительно ярко блещет комический талант писателя, с его умением подмечать житейскую нелепицу и создавать уморительно смешные сцены (чего стоит хотя бы описание домашней войны, которую ведут друг против друга Чарльз и его эгоистичный папаша). Однако в целом повествование, воскрешающее довоенную жизнь Англии, исполнено элегической грусти; в его эмоциональной палитре доминирует ностальгия, светлая печаль об увядшей юношеской дружбе и несостоявшейся любви» (Николай Мельников).
«... Снобизм мистера Во, до сих пор сдерживаемый его юмором, предстает здесь во всем своем неистовстве и бесстыдстве. В прежних романах, где нормы морали и вкуса оставались на заднем плане и просто подразумевались, уже проступало его восхищение старинной аристократией, разительно непохожей на современных выскочек. Здесь же выскочки довольно грубо спародированы, аристократы превратились в ничтожества, но культ высшей знати отправляется с такой экзальтированной торжественностью, что, в конце концов, создается впечатление, будто в книге это единственная и подлинная религия» (Эдмунд Уилсон).
«Ивлин Во, несомненно, гениальный по точности и ясности художник, с которым не сравнится никто из современных англоязычных прозаиков. Это было очевидно с самого начала его писательской карьеры, и „Возвращение в Брайдсхед“, отличаясь ото всех предыдущих произведений совершенно особой интонацией, манерой изложения, местом действия, тем не менее, стал логическим продолжением выбранного пути. „Возвращение в Брайдсхед“ обладает той силой и глубиной, которые характеризуют Во как искусного писателя, находящегося на пике творчества, поражающего живым умом, не потерявшего ничего из уже достигнутого. Захватывающая история изложена образным языком. Так или иначе в ней подытожено и прокомментировано все характерное для нашего времени и общества. Почти романтическое ощущение чуда сочетается с дерзкими суждениями писателя-реалиста. Одним словом, это большой, содержательный роман» (Джон Хатченс).

## Экранизации
Роман был дважды экранизирован в Великобритании:
- телесериал 1981 года c Джереми Айронсом в главной роли;
- кинофильм 2008 года с Эммой Томпсон.